# Nikom Rayawa
Nikom Rayawa (Thai: นิคม รายยวา; * 1944 in Hat Siao, Landkreis Si Satchanalai, Provinz Sukhothai, Thailand) ist ein thailändischer Schriftsteller.

## Ausbildung
Nikom studierte an der Thammasat-Universität in Bangkok Wirtschaftswissenschaften und war bereits als Student Mitbegründer einer Gruppe von Autoren. Er verfasste neben Gedichten auch einige Kurzgeschichten. Nikom war zunächst auf Plantagen für Palmöl und Kakao beschäftigt, ging dann aber ganz zum Schreiben über.

## Familie
Nikom ist verheiratet und hat zwei Kinder.

## Ehrungen
- 1988 erhielt Nikom den Southeast Asian Writers Award[1]

## Werke (Auswahl der deutschen Übersetzungen)
- Eine Rieseneidechse auf einem faulen Ast
- Mann auf einem Baum
- Steile Ufer. Schwere Stämme: ein Roman aus dem Norden Thailands. Roobrawi Books 1995, ISBN 974-89218-0-8.